# ウィリアム・マテウス・ダ・シウヴァ
ウィリアム・マテウス・ダ・シウヴァ（William Matheus da Silva、1990年4月2日 - ）は、ブラジル・リオデジャネイロ州ノヴァ・イグアス出身のプロサッカー選手。ECジュベントゥージ所属。ポジションはDF。

## 来歴
フィゲイレンセFCの下部組織出身で、2008年にトップチームへ昇格。2009年より期限付き移籍を含めブラジル国内の複数チームを渡り歩き、2014年にはフランスのトゥールーズFCへの移籍で自身初となる国外移籍を経験した。その後、2016年に期限付き移籍でフルミネンセFCへ移籍してからは再びブラジル国内のクラブを転々とし、コリチーバFCでは主将も務めた。
2021年1月4日、J1リーグ・清水エスパルスに移籍することが内定した。メディカルチェックを行った後正式契約となる。新型コロナウイルス感染症の流行に伴う入国制限と隔離措置を経て、4月20日にチームに合流。4月28日、ルヴァンカップ・グループステージ第4節のサンフレッチェ広島F.C戦で加入後初出場。
2021年6月3日、家庭事情により双方合意の上、契約を解除することが発表された。

## 個人成績
| 国内大会個人成績 | 国内大会個人成績 | 国内大会個人成績 | 国内大会個人成績 | 国内大会個人成績 | 国内大会個人成績 | 国内大会個人成績 | 国内大会個人成績 | 国内大会個人成績 | 国内大会個人成績 | 国内大会個人成績 | 国内大会個人成績 |
| 年度             | クラブ           | 背番号           | リーグ           | リーグ戦         | リーグ戦         | リーグ杯         | リーグ杯         | オープン杯       | オープン杯       | 期間通算         | 期間通算         |
| 年度             | クラブ           | 背番号           | リーグ           | 出場             | 得点             | 出場             | 得点             | 出場             | 得点             | 出場             | 得点             |
| 日本             | 日本             | 日本             | 日本             | リーグ戦         | リーグ戦         | リーグ杯         | リーグ杯         | 天皇杯           | 天皇杯           | 期間通算         | 期間通算         |
| ---------------- | ---------------- | ---------------- | ---------------- | ---------------- | ---------------- | ---------------- | ---------------- | ---------------- | ---------------- | ---------------- | ---------------- |
| 2021             | 清水             | 3                | J1               | 0                | 0                | 2                | 0                |                  |                  |                  |                  |
| 通算             | 日本             | 日本             | J1               | 0                | 0                | 2                | 0                |                  |                  |                  |                  |
| 総通算           | 総通算           | 総通算           | 総通算           | 0                | 0                | 2                | 0                |                  |                  |                  |                  |